# 八田善之進

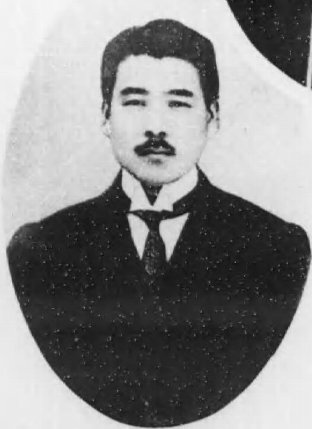
八田善之進

八田 善之進（はった ぜんのしん、1882年（明治15年）2月1日 - 1964年（昭和39年）1月7日）は、日本の内科医学者。枢密顧問官、医学博士。

## 経歴
福井県吉田郡上中村（現福井市上中町）で、八田善左衛門の二男として生まれる。福井中学校、第四高等学校を経て、1909年（明治42年）12月、東京帝国大学医科大学を卒業。同医科大学医科学教室、同医科大学助手を経て、1917年2月、愛知県立医学専門学校教授に就任した。
以後、愛知病院内科第一部長を務め、1917年（大正6年）11月12日、医学博士号を取得。1919年11月、宮内省に転じて侍医に就任し東宮御所詰となる。1921年、皇太子訪欧に随行した。その後、日本大学医学科講師、同医学科科長を兼任し、1937年（昭和12年）3月9日から1945年（昭和20年）11月23日まで侍医頭を務め、宮内省御用掛に就任。1947年1月9日に枢密顧問官となり、同年5月2日の枢密院廃止まで在任した。1951年（昭和26年）3月3日には、欧州巡遊30周年の記念日に随行者ら一同と皇居に招かれた。
その後、社会保険横浜中央病院長を経て、1953年（昭和28年）から1963年（昭和38年）まで社会保険中央総合病院長を務めた。墓所は多磨霊園。
長男は昭和大学医学部消化器内科教授　八田善夫、孫に日本大学医学部血液膠原病内科教授　八田善広。

## 栄典
- 1940年（昭和15年）8月15日 - 紀元二千六百年祝典記念章[8]

## 参考資料
- 『福井県大百科事典』福井新聞社、1991年。
- 『国立公文書館所蔵 枢密院高等官履歴 第8巻』東京大学出版会、1997年。
- 秦郁彦編『日本近現代人物履歴事典』東京大学出版会、2002年。
- 『20世紀日本人名事典 そ-わ』日外アソシエーツ、2004年。